# 수암동 (울산)
수암동(秀岩洞)은 울산광역시 남구의 행정동이다.

## 지명
야음동은 숙종 때 야음리라 하던 마을이다. 이후 1765년 영조 41년에는 야음과 대암으로, 정조때는 야음, 대암, 도산으로, 순조 때는 야음과 도산으로 갈라져 있었다. 1894년 고종 31년에는 야음, 도산, 송호로 그리고 1911년에는 야음, 도산으로 되었다가, 1914년 행정구역 개편 때부터 이들을 합하면서 마을 뒷산의 모양이 야(也) 자 같이 생겼고, 그 산에서 야자 소리가 난다하여 ‘야음’이라 하였다.

## 지리
남쪽으로 선암동과 동쪽으로 대현동이 위치한 가운데 이 지역을 둘러싸고 있는 신선산이 병풍처럼 펼쳐져 있어 많은 시민들의 휴식공원으로 이용되고 있다. 대단위 교육단지 조성으로 신교육도시가 형성되고 있으며, 대단지 주공아파트의 형성과 일부 기업체 사택 등 아파트 주민이 80%를 점유하고 있지만, 주간선도로가 좁아서 교통체증이 심화되고 있다.

## 연혁
- 1985년 10월 15일 울산시 남구 야음2동에서 분동
- 1987년 1월 26일 현청사로 신축이전
- 1997년 7월 15일 울산광역시 남구 야음3동(광역시 승격)
- 2000년 1월 4일 신정4동, 선암동 지역 일부 편입(행정구역조정)
- 2001년 6월 4일 주민자치센터 개소
- 2007년 2월 26일 행정동명칭 변경(야음3동→수암동)

## 교육
- 울산남부초등학교

## 아파트
| 단지명            | 건설사         | 시행사                           | 주소                         | 입주        | 비고 |
| ----------------- | -------------- | -------------------------------- | ---------------------------- | ----------- | ---- |
| 울산 롯데캐슬골드 | 롯데건설       | 야음주공1단지 재건축정비사업조합 | 남구 신선로 45 (1단지)       | 2008년 5월  |      |
| 울산 롯데캐슬골드 | 롯데건설       | 야음주공1단지 재건축정비사업조합 | 남구 신선로 46 (2단지)       | 2008년 5월  |      |
| 수암 힐스테이트   | 현대엔지니어링 | 야음주공2단지 재건축조합         | 남구 중앙로47번길 27 (1단지) | 2019년 9월  |      |
| 수암 힐스테이트   | 현대엔지니어링 | 야음주공2단지 재건축조합         | 남구 중앙로17번길 35 (2단지) | 2019년 9월  |      |
| 울산 일동미라주   | ㈜일동         | ㈜일동                           | 남구 중앙로 39               | 2004년 10월 |      |

## 같이 보기
- 포털:대한민국